# Campionati europei di ciclocross - Gara maschile Elite
La gara maschile Elite è uno delle prove disputate durante i Campionati europei di ciclocross. Aperta ai ciclisti della categoria Elite, si svolge dall'edizione 2015.

## Albo d'oro
Aggiornato all'edizione 2023.
| Anno | Vincitore              | Secondo                | Terzo                  |
| ---- | ---------------------- | ---------------------- | ---------------------- |
| 2015 | Lars van der Haar      | Wout Van Aert          | Kevin Pauwels          |
| 2016 | Toon Aerts             | Mathieu van der Poel   | Wout Van Aert          |
| 2017 | Mathieu van der Poel   | Lars van der Haar      | Toon Aerts             |
| 2018 | Mathieu van der Poel   | Wout Van Aert          | Laurens Sweeck         |
| 2019 | Mathieu van der Poel   | Eli Iserbyt            | Laurens Sweeck         |
| 2020 | Eli Iserbyt            | Michael Vanthourenhout | Lars van der Haar      |
| 2021 | Lars van der Haar      | Quinten Hermans        | Michael Vanthourenhout |
| 2022 | Michael Vanthourenhout | Lars van der Haar      | Laurens Sweeck         |
| 2023 | Michael Vanthourenhout | Cameron Mason          | Lars van der Haar      |

## Medagliere
| Pos.   | Nazione       | Oro | Argento | Bronzo | Totale |
| ------ | ------------- | --- | ------- | ------ | ------ |
| 1      | Paesi Bassi   | 5   | 3       | 2      | 10     |
| 2      | Belgio        | 4   | 5       | 7      | 16     |
| 3      | Gran Bretagna | 0   | 1       | 0      | 16     |
| Totale | Totale        | 9   | 9       | 9      | 27     |